# Irina Titaeva
Irina Titaeva Tiviane, née à Saint-Pétersbourg en URSS en 1972, est une soprano dramatique franco-russe. 

## Biographie
Après les études au conservatoire supérieur de sa ville natale, elle se perfectionne auprès de Maria Luisa Cioni et Roberto Negri (it) de La Scala de Milan. 
Lauréate de plusieurs premiers et grands prix internationaux pour son interprétation de Carmen dans une production contemporaine (festivals de Prague, Nierpeelte, Caracas, Valladolid) avec laquelle elle avait tourné tant en France qu'à l'étranger, elle débute au Staatsoper de Berlin sous la direction de Pierre Boulez dans Les Noces (Bride) d'Igor Stravinsky et sous la direction de Semyon Bychkov comme Fillefleur dans les Nibelungen de Richard Wagner. Elle est également Tosca de Puccini à l'Opéra national d'Alger et Abigaille dans Nabucco de Verdi à l'Opéra national de Prague. 
Elle participe également à la création le 8 novembre 2001 au Théâtre municipal de Colmar de L'Annonce faite à Marie d'après le poème de Paul Claudel,,.
Concertiste active, elle a chanté aux festivals d'Auvers-sur-Oise, Radio France, Place des Arts au Canada, Prestige international en Nouvelle-Calédonie, Sommets du classique en Suisse, etc., souvent en compagnie du pianiste polonais Jozef Kapustka avec lequel elle a créé un duo piano-chant en 2003. Elle s'est également produite avec Sergeï Stilmachenko lors de la première mondiale de l'opéra Iphigénie en Tauride pour orgue, transposé par Nariné Simonian, dans une mise en scène de Hélène Haag.
Également pédagogue, elle donne des cours de chant et conseille régulièrement des productions très diverses, récemment pour le Festival d'Avignon en France. Possédant la double nationalité, russe et française, elle vit et travaille à Paris.